# Haploniscus robinsoni
Haploniscus robinsoni är en kräftdjursart som beskrevs av Menzies och Michael Tinker 1960. Haploniscus robinsoni ingår i släktet Haploniscus och familjen Haploniscidae. Inga underarter finns listade i Catalogue of Life.